# Виспельвей, Питер
Питер Виспельвей (нидерл. Pieter Wispelwey; род. 25 сентября 1962, Харлем) — нидерландский виолончелист. С равным успехом играет в аутентичной (на барочной виолончели) и академической манерах.

## Биография и творчество
Сын музыканта-любителя. Учился в Амстердаме у А. Билсмы, стажировался в США (П. Кац) и Великобритании (У. Плит).
Репертуар Виспельвея отличается исключительной широтой. Наряду с Бахом (записал в 1990 все его виолончельные сюиты), Гайдном, Шубертом, Шуманом, Шопеном, Бетховеном, Брамсом, Чайковским в его репертуаре сочинения Кодая, Бриттена, Картера, Лютославского, Прокофьева, Шостаковича, Вайнберга.
Удостоен Нидерландской музыкальной премии (1992).